# 北陸鉄道モハ2200形電車

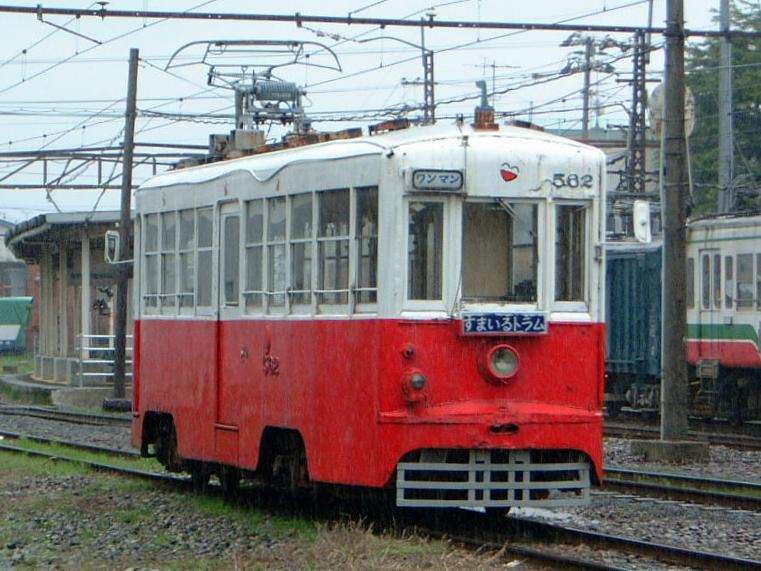
福井鉄道560形
2006年、福井新駅（現、赤十字前駅）にて

北陸鉄道モハ2200形電車（ほくりくてつどうモハ2200がたでんしゃ）は、当初北陸鉄道（北鉄）が同社金沢市内線用に製造した路面電車車両。後に名古屋鉄道（名鉄）に譲渡され岐阜市内線でモ560形電車として使用された、うち1両はさらに廃車後に福井鉄道（福鉄）へ譲渡され、560形電車となった。

## 経歴

### 北陸鉄道（1956 - 1967年）
本形式は北陸鉄道金沢市内線用のモハ2200形として、1956年（昭和31年）に2201，2202、1957年に2203 - 2205、1958年に2206がいずれも日本車輌製造で製造され、同線に投入された。1967年の全線廃止によって余剰となり、モハ2000形全車・モハ2100形2107と共に名鉄岐阜市内線へ移籍し、モ560形と改称された。

### 名鉄（1968 - 1988年）
名鉄には転入時に集電装置をパンタグラフからビューゲルに変更し、1968年4月から運用を開始した。1973年にはワンマン化改造が行われ、そのさい集電装置がZ型パンタグラフに変更された。
名鉄岐阜市内線本線の伊奈波通 - 長良北町間には急曲線区間があり、モ570形などのボギー台車車両が投入できず単車が使用されていた。モハ2200形改めモ560形はモハ2000形改めモ550形と同様、ボギー台車を採用しながらも車長が短く車幅も狭かったことから単車の置き換えを期待されての移籍であったが、モ550形と比較すれば車体長がやや長いことから最初は忠節支線専用として用いられ、数年を経て問題ないことを確認してから1976年12月より長良北町系統に投入するなど、本線への投入は慎重に行われた。
しかし、1983年に3両（561・563・565）が廃車され、残りも岐阜市内線徹明町 - 伊奈波通 - 長良北町間が廃止された1988年（昭和63年）に廃車となり、名鉄での使用を終えた。
なお、機器の一部はモ590形のワンマン運転改造用に転用されている。

### 福井鉄道（1989 - 2006年）
その後、1989年（平成元年）に福井鉄道へモ562の1両が売却された。当初は福井市制100周年記念事業の一環として、福武線の軌道線（路面電車）区間での専用車両として、同年1月1日から1月12日まで運行された。それ以降は主としてイベント運行に使用された。
2001年10月から11月にかけて、名鉄から貸与されたモ800形と共に、福井駅前のトランジットモール実験で使用された。
実験車両として
福井鉄道では、2004年11月に福井大学と大研化学工業が新型のリチウムイオン電池を使用した公開実験を実施し、その実験車両として560形が使用された。

## 引退後の状況
- モ562は廃車後、引き取り手が現れなければ解体される予定だったが、石川県金沢市のジェイアール貨物・北陸ロジスティクスが保存を申し入れ、保管されることになった。車両は2006年8月11日に金沢市に移送され、正式な保存先が確定するまで、同社が保管しながら原型への復元作業を行った後、金沢市電2202保存会により静態保存されていた。しかし、中途で放棄され、老朽化もあり2023年6月に解体予定であったが、岐阜県美濃市の旧美濃駅保存会が引き取り、同年12月に岐阜県美濃市に搬送された。[3]。
- モ563は廃車後、当時浜岡町にあったねむの木学園に寄贈された。その後同学園が現在地の掛川市に移転した際に同車も移動され、現在は学園入口の道路脇に静態保存されている。屋外保存ではあるが保存状態は良好である。
- モ564は廃車後、三重県度会郡南伊勢町五ヶ所児童公園に保存されていたが、荒らし、老朽化などにより2005年に解体され、現存しない。

## 主要諸元
日本路面電車同好会名古屋支部（編）『路面電車と街並み 岐阜・岡崎・豊橋』P258・259に基づく
- 全長：11,200mm[4]
- 全幅：2,200mm[4]
- 全高：4,000mm[4]
- 自重：13.5t[4]
- 台車：日本車輌製造　NS 7[4]
- 電動機：TDK526-3B　※2206（後の566）はNE 22[4]
- 出力：22.4kW×4[4]
- 車体構造：鋼製
- 定員：70人（座席40人）[4]